# Teodulo Mabellini
Teodulo Mabellini (Pistoia, 2 april 1817 – Florence, 10 maart 1897) was een Italiaans componist, muziekpedagoog en dirigent. Hij was een zoon van de blaasinstrumentenbouwer Vincenzo Mabellini.

## Levensloop
Mabellini studeerde in zijn geboorteplaats bij Giuseppe Pillotti (harmonie en contrapunt). Later, van 1833 tot 1836, studeerde hij aan het Instituo Musicale in Florence. Zijn debuut als componist vierde hij op 19-jarige leeftijd aan het theater in Florence met zijn opera Matilde e Toledo. Het was een succes en leverde hem een studiebeurs op van de groothertog Leopold II van Toscane. Hij ging naar Novara om zijn vakbekwaamheid door een studie bij Saverio Mercadante te voltooien. In 1843 verhuisde hij naar Florence, war hij dirigent werd van het orkest van het filharmonisch gezelschap tot 1859. Eveneens was hij sinds 1847 dirigent van de kapel van het groothertogelijk hof. Vanaf 1848 was hij ook dirigent van het orkest van het Teatro della Pergola.
Van 1859 tot 1897 was hij docent aan het Instituo Reale Musicale "Luigi Cherubini" in Florence, zijn alma mater. Verder was hij vanaf 1848 voorzitter van de commissie voor de verbetering en hervorming van de militaire banda's in Florence en het Groothertogdom Toscane.
Als componist schreef hij werken voor verschillende genres, voor muziektheater (opera's), orkest, harmonieorkest, kerkmuziek, vocale muziek en kamermuziek.
In zijn geboorteplaats Pistoia is een straat naar hem vernoemd, de Via Teodulo Mabellini, maar ook de plaatselijke muziekschool draagt zijn naam, de Scuola Comunale di Musica e Danza "Teodulo Mabellini" di Pistoia.

## Composities

### Werken voor banda (harmonieorkest)
- 1850 Saluto Militare - o Inno Toscano, voor 4 vocale solisten en harmonieorkest ("Atti dell'Accademia...")
- 1868 Sinfonia, voor klein harmonieorkest
- 2 Marcie
- Concert, voor esklarinet, klarinet, bugel, trompet, eufonium en harmonieorkest
- Fantasia a Terzetto, voor klarinet, bugel, eufonium en harmonieorkest
- Fantasia per banda
- Il Battesimo, voor harmonieorkest
- Marcia per Gesù morto
- Marcie per Musica Militare e Tamburi

### Missen en andere kerkmuziek
- 1845 Eudossia e Paolo o I Martiri, oratorium voor vocale solisten, gemengd koor en orkest - tekst: Luigi Venturi - première: 22 juni 1845, Florence, Palazzo Vecchio
- 1847 Responsi della settimana santa - Benedictus, Christus e miserere, voor dubbelkoor en strijkorkest
- 1848 L'ultimo giorno di Gerusilemme, oratorium (dramma sacro)[1] - tekst: Geremia Barsottini
- 1851 Grande messe de Requiem, voor 4 solisten, gemengd koor, groot orkest en orgel
- 1852 Messe, voor 3 solisten, gemengd koor orkest (of orgel) - gecomponeerd ter gelegenheid van het huwelijk van Prins Leopold II van Toscane met H.K.H. Prinses Maria Anna van Saksen
- 1853 Elima il mago - scene sacro-drammatiche - tekst: Stefano Fioretti
- 1869 Messa per Rossini - Lux aeterna, voor tenor, bariton, bas en orkest
- 1869 Te Deum, voor vier vocale zangstemmen en orkest

### Muziektheater

#### Opera's
| Voltooid in | titel                                                    | aktes       | première                                         | libretto                  |
| ----------- | -------------------------------------------------------- | ----------- | ------------------------------------------------ | ------------------------- |
| 1836        | Matilde e Toledo                                         | 2 bedrijven | 27 augustus 1836, Florence, Teatro Alfieri       |                           |
| 1840        | Rolla                                                    | 2 bedrijven | 12 november 1840, Turijn, Teatro Carignano       | Giorgio Giachetti         |
| 1841        | Ginevra degli Almieri ook bekend als: Ginevra di Firenze | 3 bedrijven | 13 november 1841, Turijn, Teatro Carignano       | Luigi Guidi Rontani       |
| 1843        | Il conte di Lavagna                                      | 4 bedrijven | 4 juni 1843, Florence, Teatro della Pergola      | Francesco Guidi           |
| 1844        | I veneziani a Costantinopoli                             | 2 bedrijven | 1844, Rome, Teatro Apollo                        | Francesco Guidi           |
| 1846        | Maria di Francia                                         | 3 bedrijven | 14 maart 1846, Florence, Teatro della Pergola    | Francesco Guidi           |
| 1851        | Il Venturiero (in samenwerking met: Luigi Gordigiani)    | 2 bedrijven | 1851, Livorno                                    | Achille de Lauzières      |
| 1852        | Il convito di Baldassare                                 | 3 bedrijven | november 1852, Florence, Teatro della Pergola    | Giuseppe de Toscani       |
| 1857        | Fiammetta                                                | 3 bedrijven | 12 februari 1857, Florence, Teatro della Pergola | Giovanni Battista Canovai |

### Vocale muziek

#### Cantates
- 1842 Cantata per gli onori parentali di Raffaello Sanzio da Urbino in Pistoja dall'I. e R. Accademia di scienze, lettere ed arti ... 27 luglio 1842, cantate
- 1860 Le feste fiorentine delle potenze e degli omaggi all'usanza del secolo XIV pei solenni onori nazionali a S.M. il re Vittorio Emanuele II, cantate voor solisten, gemengd koor en orgel - tekst: Stefano Fioretti
- 1863 Gli orti oricellari a tempo dell' ultima cacciata dei Medici da Firenze, cantate - tekst: Stefano Fioretti - première: 26 juli 1863, Pistoia, grote zaal van het Palazzo comunale
- 1865 Lo spirito di Dante, cantate - tekst: Guido Corsini
  1. L'aurora
  2. Inferno
  3. Purgatorio
  4. Paradiso

### Liederen
- L'addio, romance voor bas, cello en piano
- L'estasi, voor sopraan, bas (of bariton) en piano
- Romanza per tenore, voor tenor en piano - tekst: naar Dante Alighieri
- Sulla tomba di Baldassarre del Bianco - elegia in chiave di sol, voor zangstem en piano - tekst: Giuseppe Pieri

### Kamermuziek
- Elegia, voor hobo, contrabas (of cello) en piano
- Gran Fantasia, voor 6 blazers
- Gran Fantasia, voor 5 blazers
- Gran quintetto di concerto, voor blaaskwintet